# Pastrnak
Pastrnak (pastinak; lat. Pastinaca), biljni rod korisnog dvogodišnjeg raslinja iz porodice celerovki (Apiaceae). kao domaća vrsta raširen je po velikim dijelovima Europe (osim najsjevernije), po Turskoj i Peruu, a neke vrste su uvezene na područje Skandinavije, dijelovima Afrike, Sjeverne Amerike i Bolivije.
Godine 2022, otkrivena je posljednja 16 vrsta,,
U Hrvatskoj raste pitomi pastrnak (P. sativa)

## Vrste
1. Pastinaca argyrophylla Delip.
2. Pastinaca armena Fisch. & C.A.Mey.
3. Pastinaca aurantiaca (Albov) Kolak.
4. Pastinaca clausii (Ledeb.) Calest.
5. Pastinaca erzincanensis Menemen & Kandemir
6. Pastinaca gelendostensis (Yild. & B.Selvi) Hand
7. Pastinaca glandulosa Boiss. & Hausskn.
8. Pastinaca hirsuta Pančić
9. Pastinaca kochii Duby
10. Pastinaca lucida L.
11. Pastinaca pimpinellifolia M.Bieb.
12. Pastinaca sativa L.
13. Pastinaca trysia Stapf & Wettst.
14. Pastinaca vanensis Demir, Sefali & Yapar; opisana 2022
15. Pastinaca yildizii Dirmenci
16. Pastinaca zozimoides Fenzl